# ARA Independencia (V-1)

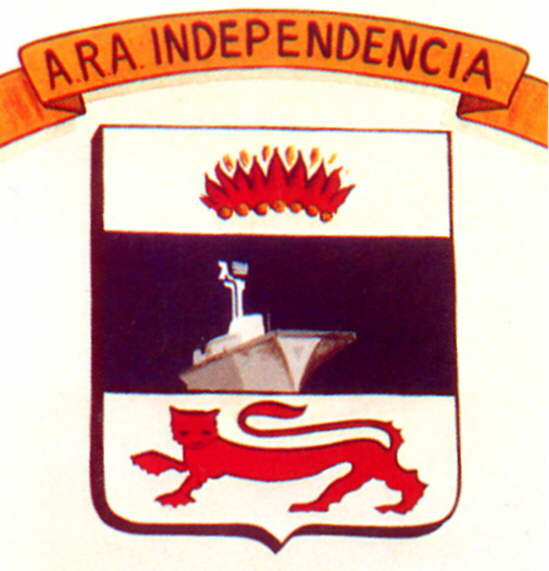
Емблема авіаносця

«Індепенденсія» (ісп. ARA Independencia (V-1)) — колишній британський легкий авіаносець HMS Warrior (R31) типу «Колоссус», проданий у 1958 році Аргентині.

## Історія служби
У липні 1958 року у відповідь на придбання Бразилією авіаносця NAeL Minas Gerais (A-11) Аргентина придбала у Великої Британії авіаносець HMS Warrior (R31), який у складі ВМС Аргентини отримав назву «Індепенденсія».
Корабель був введений у стрій 26 січня 1959 року.
Спочатку корабель використовувався як малий ударний авіаносець. Авіагрупа складалась з літаків Vought F4U Corsair та North American T-6 Texan. У 1963 році авіансоець переобладнали для використання реактивних літаків Grumman F9F Panther та Grumman F-9 Cougar.
У 1965 році авіаносець переозброїли протичовновими літаками Grumman S-2 Tracker і перекласифікували у протичовновий авіаносець.
Після того, як у 1969 році вступив у стрій авіаносець ARA Veinticinco de Mayo (V-2), у 1970 році «Індепенденсія» був виведений в резерв. У 1971 році авіаносець був проданий на злам.